# Хан, Инайят
Хазрат Инайят Хан (англ. Inayat Khan; 5 июля 1882 — 5 февраля 1927) — индийский музыкант и философ
, суфий, проповедовавший суфизм (неосуфизм) в западных странах и России, известен своими многочисленными книгами о суфизме, переведёнными на многие языки.

## Семья и образование
Инайят Хан происходил от двоюродного брата Типпу Султана, знаменитого правителя Майсура XVIII в. Его дед, Маула Бакш, был известным придворным музыкантом, основателем музыкальной академии в городе Барода, в которой обучали индийской классической музыке. Отец Инайята Хана — Рахмат Хан, также был музыкантом, потому мальчик с раннего детства рос в атмосфере музыки, которая стала занимать важную роль в его жизни. Но помимо музыки, занятия которой были фамильной обязанностью в семье придворных музыкантов, Инайят обучался и поэзии, в девять лет при дворе махараджи Гаэквада Бародского, Инайят получил в награду драгоценное ожерелье и стипендию за исполнение религиозных гимнов.
Мальчик прилежно учился, обнаруживая при этом глубокое понимание мира, особенно его привлекали философия и религия. Так продолжалось до его восемнадцатилетия, когда он начал путешествовать по Индии с концертами. Во время этих путешествий к нему как к музыканту пришла головокружительная слава. При дворе Низама Хайдарабадского он удостоился титула «Новый Тансен», по имени великого индийского мистика и певца Тансена (1506—1589). На севере Индии Инайята назовут «Утренней звездой музыкального возрождения».
Помимо музыки, он искал в своём путешествии знакомства и бесед с мудрецами и философами, среди которых в Индии того времени были люди разных религий: мусульмане, сикхи, индуисты, буддисты. Из тысяч религиозных направлений, существующих в Индии, более всего его привлекают суфии, ему нравится их кротость с одной стороны, и прямота — с другой. Если официальный ислам не очень жалует музыку, то суфии тонко используют её во время своих встреч и медитаций. Музыка у них является способом приведения себя в состояние божественного восторга, способом отказа от двойственности, приближения к Богу, прикосновения к нему, утраты «я». Состояние это называется Ваджад, или Хал.
Инайят Хан примыкает к суфийским кругам Хайдарабада. Известно, что высшей степени совершенства суфий может достичь, только имея наставника — муршида. С того времени Инайят Хан начинает искать посвящения, но по каким-то загадочным причинам местные учителя отказываются брать его к себе в ученики. Только потом станет ясно, что они уже тогда предвидели в этом юноше великого мистика. Инайят Хана принимает в свои мюриды Шейх Саид Мохамед Мадани, он происходил из семьи сеидов — потомков Пророка Мухаммада; этот человек и стал муршидом, то есть учителем Инайята.
Впоследствии Инайят вспоминал, что тот путь, которым он пришёл к свету, не мог быть им осилен только с помощью своих собственных рассуждений, самостоятельно найденных аргументов и чтения книг, что только подключившись через посвящение к цепи, ведущей своё начало из глубины веков от одного мистика к другому, он получил импульс, давший ему единственно возможное правильное понимание мира.

## Суфийское послание
Успехи его в обучении были значительны, и в юные годы он уже имел посвящение в четыре Ордена, а именно: Чишти, Накшбанди, Кадири и Сухравардия, — что является большой редкостью. Однажды, после нескольких лет обучения и дружбы, Шейх Мадани призвал его к себе и во время уединённой беседы произнёс такие слова: «Ступай, дитя мое, в мир, соедини Восток и Запад гармонией твоей музыки, распространяй мудрость суфизма, ибо ты одарён Богом Всемилостивейшим, Милосердным». Отныне, выполняя волю своего Муршида, Инайят Хан становится носителем «Суфийского Послания» — послания о свободе Духа. С 1910 года он путешествовал, покинув Индию, с лекциями и концертами по Америке, Европе, посещал и Россию. В гастрольных поездках его сопровождали его родные братья: Махебуб Хан и Мушарафф Хан, а также дядя — Али Хан. В 1912 году он женится на американке Оре Рей Бекер, впоследствии взявшей имя Пирани Амина Бегум. У них рождаются четверо детей: Нур-ун-Ниса Инайят Хан, Вилайят Хан, Хидайят Инайят-Хан и Хайр-ун-Ниса Инайят-Хан.
В 1926 году он возвратился в Индию, а 6 февраля 1927 года в Дели скончался, оставив после себя наследие в тринадцати томах со стихами, пьесами, изложениями религиозных, мистических и философских взглядов.
Раскрывая смысл «Суфийского Послания», Инайят Хан говорил, что когда закон нарушается и справедливость приходит в упадок, на землю является посланник, и этот посланник приносит Слово, и это Слово — как свет, наполняющий небесный полумесяц. Инайят говорил это о великих посланниках: Моисее, Иисусе, Мухаммаде. То были посланники для целых эпох и народов, они и сейчас остаются таковыми.

## Россия
Особая страница жизни Инайят Хана связана с Россией. В Москве у Хазрата родилась дочь Нур Инайят Хан, впоследствии погибшая в концлагере Дахау. Она служила в английской разведке и награждена посмертно двумя высшими воинскими наградами Франции и Англии.
Хазрат достиг России 3 октября 1913 года и прожил в ней семь месяцев. В Москву он прибыл из Парижа со своими тремя братьями-музыкантами. Целью его приезда была организация концертов и лекций-демонстраций индийской музыки. Первые концерты индийской классической музыки прошли в кабаре «Максим». Для привлечения публики владелец кабаре Ф. Ф. Томас приглашал музыкантов со всего света. Пригласил он и прославившегося в Париже Инайят Хана. Инайят Хан скоро установил дружбу с композитором и музыкантом С. Л. Толстым (сыном Льва Толстого), с поэтом Вячеславом Ивановым, с педагогом Императорской консерватории певицей Е. А. Лавровской, с актрисой театра и кино Лидией Дмитриевной Рындиной. Они «открыли» Инайят Хана московским музыкальным кругам. Необычная музыка, прекрасное исполнение, обаяние человека красивого, образованного, обладающего к тому же «особым» знанием, — всё это привлекло к нему многих людей, в том числе у него завязывается дружба с педагогами Императорской консерватории, с певицами Александрой Святловской и Ольгой Такке (Тарской).

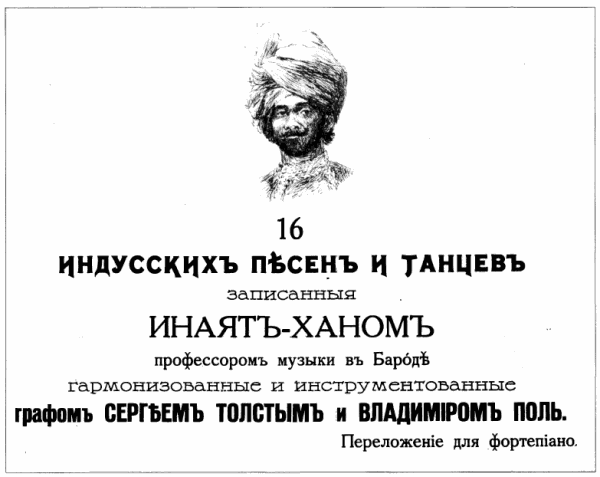

 Пианист и композитор Владимир Поль и музыковед С. Л. Толстой помогают ему издать нотный альбом с шестнадцатью индийскими мелодиями в переложении для фортепиано.
Ансамбль индийских братьев даёт концерты в Политехническом музее в рамках этнографических концертов, устраиваемых Этнографическим Отделом и Музыкально Этнографическою Комиссией И. О. Л. Е.,А. и Э. и в Московской Консерватории. Всего за семь месяцев состоялось около десяти концертов.

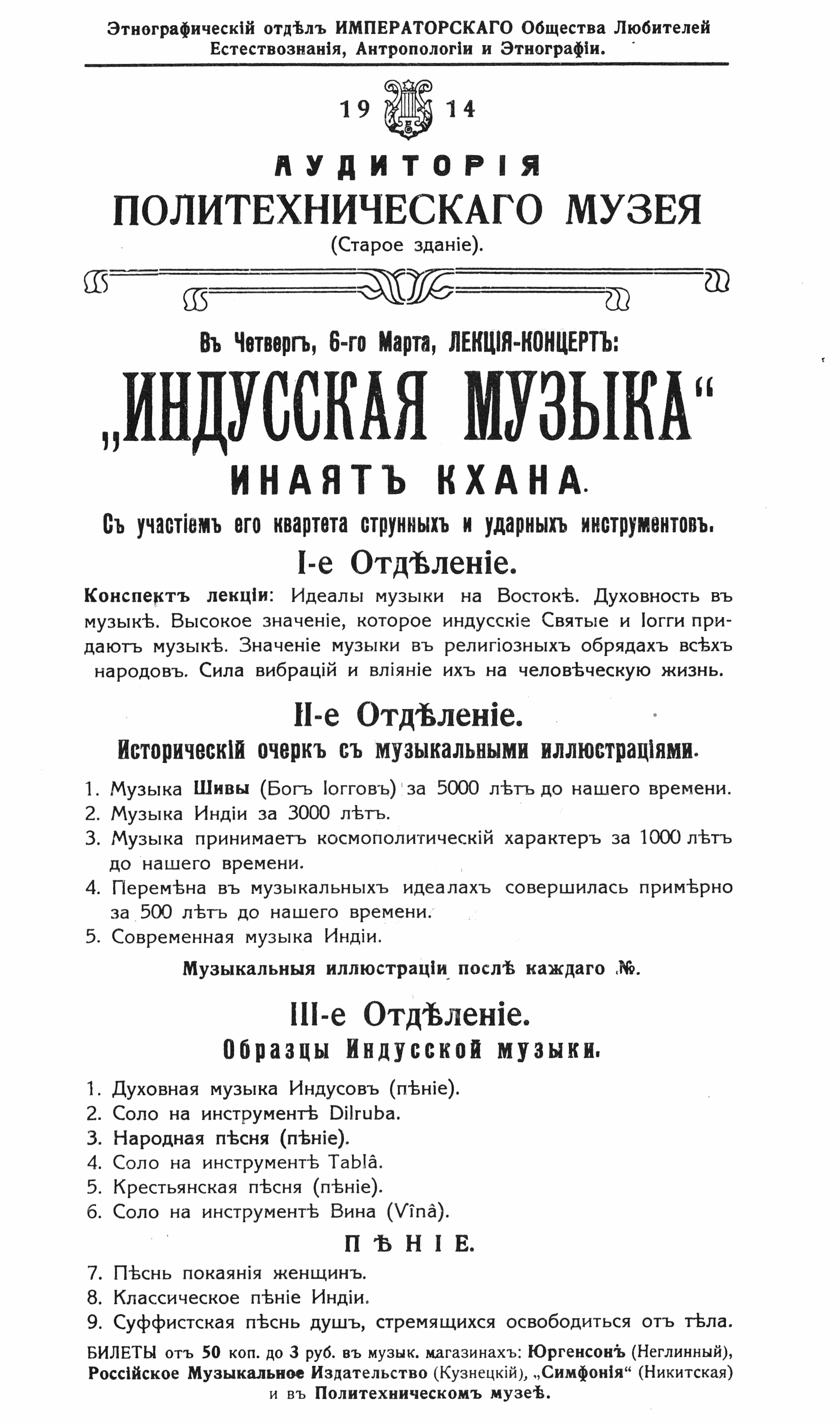
Программа концерта 1914

В поэтическом салоне Вячеслава Иванова в январе 1914 года Инайят Хан познакомился с А. Н. Скрябиным, который был в то время на вершине своей музыкальной славы. Позже они встречались ещё несколько раз. А. Н. Скрябин, побывав на лекции-концерте Инайят Хана, пригласил его к себе домой, в Николопесковский переулок. Было это уже весной. Инайят Хан писал о Скрябине: «Я нашёл в нём не только прекрасного артиста, но также мыслителя и мистика. Он показался мне неудовлетворённым западной музыкой, думающим, как внести нечто из восточной музыки в западную для того, чтобы обогатить последнюю. Я соглашался с ним, я думал, что если эта идея когда-либо исполнится, несмотря на сложности, возникающие вначале, то такая музыка могла бы стать музыкой всего мира. Что, в свою очередь, могло бы способствовать объединению человечества во вселенское братство. Музыка для этого лучше всего, ибо она любима как на Востоке, так и на Западе».
Помимо музыкальной деятельности: лекций, концертов, — Инайят Хан ведёт суфийскую работу. Вокруг него в Москве, а потом и в Петербурге собирается кружок тех, кого влекут духовные дисциплины. Ему удалось найти способ перевода суфийских идей и символов на язык, доступный европейцу. Именно тогда среди российской интеллигенции появляются первые суфии. Его уроки, наполненные мудрыми суфийскими притчами, объяснением символов и знаков в природе и жизни, рассказами о путях к вечно столь желанной в России Свободе, которая «есть естественное состояние души и её цель», привлекали к нему сердца. В России всегда было немало таких, кто, как и суфии, стремился к свободе и готов был пострадать за неё, открыто выражая своё мнение на площади перед «дворцом власти» или на «базаре жизни»… Однако, как всегда все мнения и даже интерес к другим мнениям были под надзором. И не все обладали достаточной смелостью и внутренней свободой. Кое-кто не мог позволить себе открыто посещать духовные занятия Инайят Хана и, желая встретиться с ним, делал это втайне.
Вскоре происходит ещё одно важное событие: в России издаётся его первая книга — «Суфийское Послание о Свободе Духа», содержащая информацию по истории и практике суфизма. К тому времени у Инайят Хана появляются близкие ученики, и он открывает филиал «Суфийского Ордена» в России, представителем музыкального отделения которого становится С. Л. Толстой.
С музыкой связана ещё одна интересная страница пребывания Инайят Хана в России. Именно в России должна была осуществиться одна очень важная мистическая идея Инайят Хана — постановка символической мистерии балета «Шакунтала» (Сакунтала) по драме индийского драматурга Калидасы. Этой идеей увлёкся режиссёр Александр Таиров, руководитель Камерного театра в Москве. Музыку, предложенную Инайят Ханом для спектакля, аранжировал Владимир Поль. Премьера состоялась в декабре 1914 года, в роли Шакунталы выступила Алиса Коонен.
В мае 1914 года Инайят Хан вместе с братьями покинул в конце мая Петербург и направился в Париж на Международный Музыкальный Конгресс, где он должен был представлять индийскую музыку.
Связь со своими учениками в России Инайят Хан поддерживал вплоть до 1921 года, потом переписка обрывается, так как письма уже не проходят ни в одну, ни в другую сторону.

## Наследие
Хазрат Инайят Хан вернулся в Индию в 1926 году и вскоре, в 1927 году, умер. Гробница его — в Дели, в квартале Хазрат Низамуддин.
Остались четырнадцать томов со стихами, пьесами и лекциями. Сохранились граммофонные записи 1909 и 1925 годов. Заслуга Инайят Хана состоит в том, что он принёс в западный мир ту философскую систему, которая прежде была доступна лишь индийским суфиям, он нашёл метод подачи суфийских идей приемлемый для западного человека. Перенос идей с одной культурной, этнической среды в другую сложен, и та работа, которую проделал Инайят Хан, перенося идеи суфизма с Востока на Запад, — значительна. Суфийское движение, которое пошло за идеями Инайят Хана, не ставит целью сделать весь мир состоящим из суфиев. Оно существует для того, чтобы объединить людей, которые хотят обучаться в суфизме тому, как созерцать Бога и как служить Ему, как познать себя и мир, в котором выпало жить человеку, как и где искать истину.
Его дочь, Нур Инайят Хан, в годы Второй мировой войны была агентом британского Управления специальных операций и была замучена гитлеровцами в концлагере Дахау.

## Музыка
- «Индусскіе песни и танцы Записанныя проф. Инаятъ-Ханомъ», в переложении Сергея Толстого и Владимира Поля, М. 1915 — 31 стр. (нотный альбом для фортепиано) PDF.
- Misticism of sound (CD) Centenary of Hazrat Inayat Khan’s cultural mission / исполн.: N. Baginskaya, organ, K. Ushakova, flute, Y. Mamonova, soprano, A. Turygin, saxophone, E. Artomonova, piano, Novosibirsk String Quintet, Choir «Markell’s Voices», Novosibirsk Percussion Ensemble, I. Tyuvaev, conductor. — Новосибирск : НГК, 2010
- Shakuntala (CD) Fragments of the ballet / [аранж.] Р. Столяр; исполн.: Chour ensemble Markel l’s Voices, conductor I. Tyuvaev, Novosibirsk string quintet. — Новосибирск : Novosibirsk State Philharmonic Society, 2014.